# Acmopolynema scapulare
Acmopolynema scapulare är en stekelart som beskrevs av Fidalgo 1989. Acmopolynema scapulare ingår i släktet Acmopolynema och familjen dvärgsteklar. Inga underarter finns listade i Catalogue of Life.